# San Francisco Javier de Satevó
San Francisco Javier de Satevó (frecuentemente abreviado como Satevó) es un pueblo situado en el estado mexicano de Chihuahua. Según el censo de 2020, tiene una población de 421 habitantes.
Sirve como el centro principal para el municipio de Satevó.
En 2010 tenía una población total de 445, cinco menos que los 450 que tenía en 2005.

## Toponimia
El nombre «San Francisco Javier» hace referencia al santo patrono de la localidad: Francisco Javier, santo y misionero jesuita. El nombre «Satevó» proviene del tarahumara satevó, que significa «arenal».

## Historia
La localidad fue fundada como misión por el jesuita misionero José Pascual en 1640. La misión fue, aun así, destruida en la revuelta de Tarahumara en 1652 y no se reconstruyó hasta 1674 por fray Juan Sarmiento.
Fidel Ávila, Gobernador de Chihuahua entre 1914 y 1915, nació en San Francisco Javier de Satevó en 1875.
El 24 de diciembre de 1918, el general Francisco Villa, al frente de una columna de unos 900 hombres de la División del Norte, atacó San Francisco Javier de Satevó. La defensa del poblamiento, compuesta por 70 hombres a las órdenes de Pedro Alonso, rechazó rendirse. Los villistas gradualmente forzaron a los defensores a retroceder a la iglesia parroquial, a la que prendieron fuego antes de saquear el pueblo.